# Riatia flabellata
Riatia flabellata är en kackerlacksart som först beskrevs av Henri Saussure och Leo Zehntner 1893.  Riatia flabellata ingår i släktet Riatia och familjen småkackerlackor. Inga underarter finns listade i Catalogue of Life.